# Eisenbahngesetz (Schweiz)
Das schweizerische Eisenbahngesetz (EBG) (SR 742.101) wurde am 20. Dezember 1957 beschlossen und trat am 1. Juli 1958 in Kraft.
Es regelt alle wesentlichen Aspekte des öffentlichen Eisenbahnnetzes in der Schweiz und ausserdem bis 2009 auch die ordentliche Finanzierung des öffentlichen Verkehrs. In der Schweiz gelten auch sämtliche Strassenbahnen als Eisenbahnen. Das Bundesgesetz ist kontinuierlich weiterentwickelt worden und nur noch wenige Artikel stammen aus der ersten Version vom 20. Dezember 1957. Der erste Teil der so genannten Bahnreform 2 ist am 1. Januar 2010 in Kraft getreten, der zweite Teil am 1. Juli 2013. Am 21. Juni 2013 haben National- und Ständerat die Vorlage über Finanzierung und Ausbau der Bahninfrastruktur (FABI) verabschiedet, die entsprechenden Änderungen im Eisenbahngesetz traten am 1. Januar 2016 in Kraft.

## Grundsätze
Die Bundesverfassung bestimmt in Artikel 87, dass die Gesetzgebung über die Eisenbahnen Bundessache ist. Damit ist erstens gesagt, dass der Bund die Kompetenz in Eisenbahnsachen voll und ganz an sich zieht, den Kantonen also keinerlei Regelungskompetenzen zukommen. Und zweitens wird dem Gesetzgeber die Freiheit gelassen wie er den Bereich der Eisenbahnen regeln will.
Beim Erlass des Gesetzes galt als Grundordnung, dass jede für den öffentlichen Personen- oder Gütertransport dienende Eisenbahn einer Eidgenössischen Konzession bedurfte. Davon ausgenommen waren die Schweizerischen Bundesbahnen, die als Teil der Bundesverwaltung, als so genannter Regiebetrieb organisiert war und deren Bestand und Organisation in einem Sondergesetz geregelt war.
Mit der am 1. Januar 1999 in Kraft getretenen Bahnreform wurde die Grundordnung im Wesentlichen jener der EU angepasst, wie sie in der Richtlinie 91/440/EWG niedergelegt ist. Dabei wurde die bisher zwingende Zuordnung zwischen Eisenbahnverkehr und Infrastrukturbetrieb aufgehoben. Durch den Netzzugang hat jedes andere Eisenbahnunternehmen grundsätzlich das Recht, die Infrastruktur ebenfalls benutzen zu können. Einer Konzession bedarf jetzt nur noch die Infrastruktur, sofern sie öffentlich ist, sowie der regelmässige und gewerbsmässige Personentransport, der aber nicht mehr Gegenstand des Eisenbahngesetzes ist. Andere Eisenbahnverkehre, insbesondere der Güterverkehr und gelegentliche Nostalgiefahrten, sind, abgesehen vom Erfordernis einer Netzzugangsbewilligung, frei.

## Plangenehmigung
Jede neue oder abzuändernde Eisenbahn-Anlage bedarf einer eidgenössischen Plangenehmigung. Anders als im sonstigen Baurecht der Schweiz, das kantonal geregelt ist, ist für die Eisenbahnen die Bundesverwaltung zuständig. Die erheblichen Ausbauten des Schweizer Schienennetzes (Bahn 2000, NEAT) sowie die ständig steigenden Anforderungen, des Umweltschutzes, des Lärmschutzes etc. erforderten eine erhebliche Überarbeitung des Plangenehmigungsrechts. Es findet sich im vierten Abschnitt des Gesetzes.
Das Plangenehmigungsverfahren nach Eisenbahngesetz wird auch angewendet auf Trolleybus-Anlagen und soweit das Seilbahngesetz keine abweichenden Bestimmungen enthält auch auf Seilbahnanlagen.

## Finanzierungsregeln
Beim Erlass des Gesetzes wurde in Anlehnung an das alte Privatbahnhilfegesetz eine Investitionshilfe (Art. 56) und Hilfeleistungen bei defizitärem Betrieb (Art. 58) vorgesehen. Zudem wurde mit einem speziellen Artikel ermöglicht, Investitionshilfe für Umstellungen von Bahn auf Strassentransport zu leisten (Art. 57). Daneben gab es eine so genannte Abgeltung gemeinwirtschaftlicher Leistungen (Art. 49 ff), die aber Betragsmässig weit weniger wichtig als die Defizitdeckung war, und die so genannte Tarifannäherung, die in einem besonderen Bundesbeschluss geregelt war und zum Ziel hatte, die Privatbahntarife den SBB-Tarifen «anzunähern».
Mit der Revision 1995 wurde die Finanzierung wesentlich umgebaut und für sämtliche Verkehrsmittel (Seilbahnen, Schiffe, Busse) vereinheitlicht. An die Stelle von Defizitdeckung, Abgeltung und Tarifannäherung trat ab 1. Januar 1996 die Abgeltung der geplanten ungedeckten Kosten nach Sparten. Die Investitionsbeiträge wurden beibehalten, nach und nach aber auf die Infrastrukturfinanzierung beschränkt.
Mit der neuerlichen Revision des Gesetzes per 1. Januar 2010 wurden die Finanzierungsregeln im Gesetz auf die Eisenbahninfrastruktur beschränkt. Die Finanzierung des öffentlichen Verkehrs wurde in ein neu gestaltetes Personenbeförderungsgesetz eingefügt. Es gab aber weiterhin unterschiedliche Finanzierungsregeln für SBB und Privatbahnen, indem bei den Privatbahnen die Kantone mitfinanzieren mussten.
Am 1. Januar 2016 trat eine weitere Änderung des Gesetzes in Kraft. Die Finanzierung von Substanzerhalt und Ausbau der Eisenbahninfrastruktur wurden mit FABI auf eine gemeinsame Grundlage gestellt. Die Finanzierung aller Investitionen und Abgeltungen für die Infrastruktur erfolgen seither aus dem Bahninfrastrukturfonds (BIF). Die Kantone finanzieren die Infrastruktur indirekt mit, indem sie jährlich einen Pauschalbeitrag in den BIF einlegen. Einlagen und Entnahmen des Fonds sind in einem gesonderten Gesetz geregelt, dem Bundesgesetz über den Fonds zur Finanzierung der Eisenbahninfrastruktur (Bahninfrastrukturfondsgesetz, BIFG).

## Änderungen
Die Fassung vom 19. Juni 2020, in Kraft seit 1. Januar 2021, bildet nach Inkraftsetzungsdaten gezählt die 41. Fassung des Eisenbahngesetzes.
Wie bei neu verfassten Gesetzen üblich, waren Änderungen anfänglich selten und nahmen im Lauf der Jahre aufgrund der Arbeit der Legislative zu. Die Bandbreite reicht dabei von punktuellen Änderungen, über Begriffsersetzungen, hin zu Teilrevisionen unterschiedlichen Umfangs. Neben unmittelbaren Revisionen des Eisenbahngesetzes, führen auch Bundesbeschlüsse oder Änderungen anderer Bundesgesetze zur Ausgabe einer neuen Fassung.

### Erste Fassung
Dem Parlament unterbreitet wurde die Neufassung des Eisenbahngesetzes in der Botschaft des Bundesrates an die Bundesversammlung vom 3. Februar 1956 (BBl 1956 I 213) im Sinne einer Totalrevision des «Bundesgesetzes über den Bau und Betrieb der Eisenbahnen auf dem Gebiet der Schweizerischen Eidgenossenschaft» von 1872. Mit Inkrafttreten der ersten Fassung per 1. Januar 1958 löste das Eisenbahngesetz sechs Bundesgesetze und drei Bundesbeschlüsse vollständig, sowie drei Bundesgesetze und drei Bundesbeschlüsse unter Vorbehalt ab, die allesamt im EBG neu zusammengefasst worden waren und damit aufgehoben wurden. Diese erste Fassung umfasste 97 Artikel, gegliedert in 13 Abschnitte.

### Tarifannäherungsbeschluss
Mit dem Tarifannäherungsbeschluss vom 5. Juni 1959 (AS 1959 801) trat bereits die zweite Fassung des EBG am 1. Oktober 1959 in Kraft, in welchem der achte Abschnitt Tarifwesen gestrichen wurde, der nur Art. 62 umfasste: die Ermächtigung mittels Gesetzgebung Massnahmen zur Annäherung der Tarife zu treffen. Mit Art. 9 des Tarifannäherungsbeschlusses wurden der obsolete Abschnitt und Artikel im EBG aufgehoben.

### Planung von Eisenbahnstrecken
Die erste grössere Teilrevision sollte der Eisenbahn mehr Planungsinstrumente in die Hand geben, so war es nicht möglich, Land mittels Baulinien vor Überbauung zu schützen. Mit Beschluss vom 8. Oktober 1982 (AS 1984 1429) wurde der vierte Abschnitt in Planung, Bau und Betrieb umbenannt und um Normen zu Freihaltung, Projektierungszonen, Baulinien, Entschädigung, und Landumlegung ergänzt, resultierend im revidierten Art. 18, und der Ergänzung um die neuen Art. 18a–18k. Auch die Bestimmungen zum Enteignungsverfahren (Art. 3 Abs. 2), dem Gerichtsstand (Art. 4), der Beschwerdemöglichkeit (Art. 11) und den Nebenbetrieben (Art. 39 Abs. 4) wurden präzisiert. Ebenfalls angepasst wurde die «Verordnung über die Planvorlagen für Eisenbahnbauten» vom 23. Dezember 1932, die sich auf Art. 18 und 97 des EBG stützt; die Änderungen traten per 1. Januar 1985 in Kraft.

### Sanierungsmassnahmen 1994
Gemäss Botschaft zum «Bundesgesetz über die Sanierungsmassnahmen 1994» vom 19. Oktober 1994 (BBl 1995 I 89) wies Anfang der 1990er-Jahre die Finanzrechnung des Bundes jährliche Defizite zwischen sechs und acht Milliarden Franken aus. Sanierungsprogramme sollten das strukturelle Haushaltsdefizit im Umfang von rund vier Milliarden Franken beseitigen. Nach den Sanierungsprogrammen 1992 und 1993, beabsichtigte man 1994 insbesondere die Regelungsdichte im Bereich des öffentlichen Verkehrs abzubauen.
Im EBG insbesondere überholt waren die Normen des elften Abschnitts über die Personalhilfskassen (Art. 80–87), die mit dem Bundesgesetz über die berufliche Vorsorge (BVG) am 1. Januar 1985 faktisch obsolet wurden. Auch sollte der Bund diverse Dokumente nicht mehr genehmigen müssen, darunter Pacht- und Betriebsverträge (Art. 9), Statuten (Art. 15), und Betriebsvorschriften (Art. 17 Abs. 1).
Mit Beschluss vom 24. März 1995 (AS 1995 3517) wurden der elfte Abschnitt (Art. 80–87) und die Bestimmungen über die Statuten (Art. 15) ersatzlos aufgehoben. Vereinfacht wurden auch die Normen zur Erteilung und Erneuerung von Konzessionen (Art. 5), sowie deren Erlöschen (Art. 6); Pacht- und Betriebsverträge (Art. 9) mussten nur zur Kenntnisnahme vorgelegt werden. Angepasst wurden die Normen zu den Betriebsvorschriften (Art. 17 Abs. 1), und zur generellen Pflicht einer Betriebsbewilligung (Art. 17 Abs. 3), sowie zur Plangenehmigungspflicht durch die Aufsichtsbehörde (Art. 18). Ebenfalls angepasst wurde Art. 95, in welchem die Anwendung der Eisenbahngesetzgebung auf andere Unternehmen geregelt wird. Die Änderungen traten im EBG per 1. Januar 1996 in Kraft.

### Abgeltung und Finanzhilfen
Die nächste Teilrevision sollte die Abgeltung und Finanzhilfen für den Regionalverkehr auf eine einheitliche Rechtsgrundlage stellen, Finanzströme harmonisieren und Transparenz schaffen, sowie die Ungleichbehandlung von Schweizerischen Bundesbahnen (SBB) und konzessionierten Transportunternehmen (KTU) abbauen. Mit Beschluss vom 24. März 1995 (AS 1995 3680) wurden der sechste Abschnitt in Abgeltung der ungedeckten Kosten des Verkehrsangebotes und der siebte Abschnitt in Darlehen und Finanzhilfen umbenannt, unter Revision der zugehörigen Art. 49–61, und Aufhebung der Art. 55 und 58. Ebenfalls revidiert wurde der neunte Abschnitt Rechnungswesen (Art. 63–74) unter Aufhebung der Art. 66–69 und 73. Erneut angepasst wurde Art. 95, der abhängig vom fakultativen Referendum zu den Sanierungsmassnahmen 1994 ausgestaltet wurde.
Mit Inkrafttreten der Änderungen per 1. Januar 1996 wurden auch abhängige Artikel im Bundesrechtspflegegesetz, dem SBB-Leistungsauftrag und dem PTT-Organisationsgesetz angepasst, während der Tarifannäherungsbeschluss wieder aufgehoben wurde. Neu in Kraft traten zudem die Abgeltungsverordnung (ADFV), die «Verordnung des EVED über das Rechnungswesen der konzessionierten Transportunternehmungen» (REVO), und die «Verordnung über die Anteile der Kantone an die Abgeltungen und Finanzhilfen im Regionalverkehr» (KAV).

### Bahnreform
Mit der Bahnreform wurde die folgende Teilrevision angestossen, die gemäss Botschaft zur Bahnreform vom 13. November 1996 (BBl 1996 I 909) insbesondere auf Effizienzsteigerung und Subventionsabbau mittels marktwirtschaftlicher Elemente zielten. Regelmässige Leistungsvereinbarungen und das Bestellprinzip im Regionalverkehr sollten fixiert, die Trennung von Infrastruktur und Verkehr vorgenommen, der Netzzugang realisiert, die ÖV-Finanzierung reformiert, und die Liberalisierung des Güterverkehrs umgesetzt werden.
Mit Beschluss vom 20. März 1998 (AS 1998 2835) wurde der zweite Abschnitt in Konzession und Netzzugang umbenannt; zugehörige Art. 5–9 wurden überarbeitet und durch Art. 9a–9b ergänzt. Neu hinzu kam der achte Abschnitt Trennung von Verkehr und Infrastruktur (Art. 62). Im vierten Abschnitt Planung, Bau und Betrieb wurden die Artikel 33–40 unter den Randtiteln Anschluss (IX), Verkehr (X), Nebenbetriebe (XI), Streitigkeiten (XII) revidiert, unter Aufhebung von Art. 34, 36 und 37, Umwidmung des Randtitels X zu Betriebsunterbruch und Ergänzung von Art. 40a über die Schiedskommission. Bestimmungen über die Statuten von Eisenbahnunternehmen (Art. 15) wurden Anfang 1996 aufgehoben; der neue Art. 15 erhielt nun Bestimmungen zur unabhängigen Unfalluntersuchungsstelle – eine Funktion die zuvor die SBB als Regiebetrieb des Bundes innehatten. Änderungen erfuhren auch Art. 17, 18, 48, 52 und 70, aufgehoben wurden Art. 45, 90 und 92; zudem wurde erneut Art. 95 über die Anwendung der Eisenbahngesetzgebung angepasst.
Mit Inkrafttreten der Änderungen per 1. Januar 1999 traten auch neue Fassungen des «Refinanzierungsbeschlusses SBB», des «Bundesgesetz über die Schweizerischen Bundesbahnen» (SBBG), des Transportgesetzes (TG) und des Personenbeförderungsgesetzes (PBG) in Kraft.

### Revision Plangenehmigungsverfahren
Der Bundesrat erteilte 1995 den Auftrag die Bewilligungsverfahren in seinem Kompetenzbereich zu vereinheitlichen und zu beschleunigen, dies für Anlagen des Militärs, der Eisenbahn, des Trolleybusbetriebs, der Schifffahrt, der Luftfahrt, der Grenzkraftwerke, sowie elektrischer Anlagen. Daraus entstand das «Bundesgesetz über die Koordination und Vereinfachung von Entscheidverfahren» vom 18. Juni 1999 (AS 1999 3071), das die Anpassung von insgesamt 18 Gesetzestexten auslöste.
Gemäss Auflistung im Bundesgesetz wurde im EBG der Ausdruck «Aufsichtsbehörde» durch «Bundesamt» ersetzt, wobei in Art. 10 Abs. 2 festgelegt wurde Aufsichtsbehörde ist das Bundesamt. Im vierten Abschnitt Planung, Bau und Betrieb wurden die Normen zum Plangenehmigungsverfahren (II) in Art. 18 und 18a–18m neu gefasst, womit Randtitel und bestehende Artikel verschoben wurden: Freihaltung von Grundstücken für künftige Eisenbahnanlagen (III) mit Art. 18b–18h, neu Art. 18n–18t; Entschädigung (IV), neu Art. 18u; Landumlegung (V), neu Art. 18v; Betriebsbewilligung (VI), neu Art. 18w (unter Aufhebung von Art. 17 Abs. 3). Entsprechend erhöht wurden die Randtitel der Art. 19–40. Inhaltlich an die neuen Artikelnummern angepasst wurden Art. 22, 24 und 40. Bestimmungen zu Schiedsverfahren wurden in Art. 11 und 48 revidiert, während Art. 71 Abs. 3 aufgehoben wurde.
Die Änderungen traten per 1. Januar 2000 in Kraft, zusammen mit dem revidierten Art. 15 zur Unfalluntersuchungsstelle (AS 2000 106). Der «Bundesbeschluss über das Plangenehmigungsverfahren für Eisenbahn-Grossprojekte» wurde zum selben Zeitpunkt aufgehoben.

### Bahnreform 2
Für die nächste grosse Teilrevision gab die Botschaft zur Bahnreform 2 vom 23. Februar 2005 (BBl 2005 2415) die Stossrichtung vor: Harmonisierung der Infrastrukturfinanzierung, Gleichstellung der Transportunternehmen, Ergänzungen zur Bahnreform 1 (Korrekturen und Pendenzabbau), Neuordnung der Bahnpolizei, und aufgrund des Landverkehrsabkommens mit der EU die Umsetzung entsprechender Normen, mit Schwerpunkt Interoperabilität und diskriminierungsfreier Netzzugang. Nach Rückweisung durch das Parlament wurde die Reform in Pakete aufgeteilt. Die Zusatzbotschaft zur Bahnreform 2 vom 9. März 2007 (BBl 2007 2681) konzentrierte sich auf die Revision der Erlasse über den öffentlichen Verkehr.
Mit dem «Bundesgesetz über die Bahnreform 2» vom 20. März 2009 (AS 2009 5597) wurden Änderungen in 23 bestehenden Bundesgesetzen vorgenommen und zwei Bundesgesetze neu erlassen. Die weitreichendste Revision erfasste das EBG, welches auch sprachlich und formal überarbeitet wurde. Die zuvor üblichen Randtitel wurden in Sachüberschriften, und die Abschnitte in Kapitel umgewandelt. Der als veraltet geltenden Ausdruck «Unternehmung(en)» wurde konsequent durch «Unternehmen» respektive «Eisenbahnunternehmen» ersetzt, die informellen Ausdrücke «Bahn» und «Bahnanlage» durch «Eisenbahn» und «Eisenbahnanlage», und die abstrakten Ausdrücke «Bundesamt» und «Departement» durch die konkreten Kurznamen «BAV» und «UVEK».
Inhaltlich wurde das EBG auf die Eisenbahn-Infrastruktur konzentriert, Bestimmungen über den Personenverkehr wurden hierfür ins neue Personenbeförderungsgesetz (PBG) verschoben.

## Strukturierung des Gesetzestextes
| Fassung 1957                                                                               | Fassung 2021 |
| ------------------------------------------------------------------------------------------ | --- |
| 01. Allgemeine Bestimmungen Art. 1–4                                                       | 01. Allgemeine Bestimmungen Art. 1–4 |
| 02. Konzession Art. 5–9                                                                    | 02. Eisenbahnunternehmen 02. 1. Infrastrukturbetreiberinnen Art. 5–8, 8a–8b 02. 2. Eisenbahnverkehrsunternehmen Art. 8c–8f, 9, 9a–9c |
| —                                                                                          | 02a. Trassenvergabestelle Art. 9d–9w |
| 03. Aufsicht Art. 10–16                                                                    | 03. Aufsicht Art. 10–16, 14a, 15a–15c, 16a–16b |
| 04. Bau und Betrieb Art. 17–40                                                             | 04. Planung, Bau und Betrieb 04. 1. Grundsätze Art. 17, 17a–17c 04. 2. Plangenehmigungsverfahren Art. 18, 18a–18m 04. 3. Projektierungszonen Art. 18n–18p 04. 4. Baulinien Art. 18q–17t 04. 5. Entschädigung für Eigentumsbeschränkungen Art. 18u 04. 6. Landumlegung Art. 18v 04. 7. Sicherheit Art. 18w–18y, 19–23 04. 7a. Interoperabilität mit dem europäischen Eisenbahnsystem Art. 23a–23l 04. 8. Kreuzungen zwischen öffentlichen Strassen und Bahnen Art. 24–32 04. 8a. Vorhaltekosten der Wehrdienste Art. 32a 04. 9. Zusammenarbeit zwischen den Bahnen Art. 33–37, 35a, 37a 04.10. Betriebsunterbruch Art. 38 04.11. Nebenbetriebe Art. 39 04.12. Zuständigkeit des BAV bei Streitigkeiten Art. 40 04.12a. Kommission für den Eisenbahnverkehr Art. 40a, 40abis–40aocties 04.13. Haftung Art. 40b–40f |
| 05. Besondere Leistungen für öffentliche Verwaltungen Art. 41–48                           | 05. Besondere Leistungen für öffentliche Verwaltungen Art. 41–48 |
| —                                                                                          | 05a. Ausbau der Infrastruktur Art. 48a–48f |
| 06. Abgeltung gemeinwirtschaftlicher Leistungen und Unternehmungsfremder Lasten Art. 49–55 | 06. Finanzierung der Infrastruktur 06. 1. Im Allgemeinen Art. 49–57, 51a–51b 06. 2. Finanzierung des Ausbaus der Infrastruktur Art. 58, 58a–58e |
| 07. Förderung der Eisenbahnen und Hilfeleistung Art. 56–61                                 | 07. Hilfe bei grossen Naturschäden Art. 59–61, 61a |
| 08. Tarifwesen Art. 62                                                                     | — |
| —                                                                                          | 08. Trennung von Verkehr und Infrastruktur Art. 62–65 |
| 09. Rechnungswesen Art. 63–74                                                              | 09. Rechnungswesen Art. 66–74 |
| 10. Rückkauf Art. 75–79                                                                    | 10. Kaufrecht der Gemeinwesen Art. 75–79 |
| 11. Personalhilfskassen Art. 80–87                                                         | — |
| —                                                                                          | 11. Sicherheitsrelevante Tätigkeiten im Eisenbahnbereich Art. 80–85, 80a, 83a |
| 12. Strafbestimmungen und Verwaltungsmassnahmen Art. 88–90                                 | 12. Strafbestimmungen und Verwaltungsmassnahmen Art. 86–90, 86a, 87a–87b, 88a, 89a–89b |
| 13. Übergangs- und Schlussbestimmungen Art. 91–97                                          | 13. Schlussbestimmungen Art. 91–97, 96a |
| —                                                                                          | Übergangsbestimmungen |

## Verordnungen basierend auf dem Eisenbahngesetz
- Eisenbahnverordnung (EBV)

SR 742.141.1, Beschluss vom 23. November 1983; Art. 17 und 97 EBG
- Verordnung über das Plangenehmigungsverfahren für Eisenbahnanlagen (VPVE)

SR 742.142.1, Beschluss vom 2. Februar 2000; Art. 97 EBG und Art. 16 EleG
ersetzt Verordnung über die Planvorlagen für Eisenbahnbauten
- Verordnung über die Konzessionierung, Planung und Finanzierung der Bahninfrastruktur (KPFV)

SR 742.120, Beschluss vom 14. Oktober 2015; Art. 1, 6, 8, 9b, 57 und 97 EBG
ersetzt Verordnung über die Konzessionierung und Finanzierung der Eisenbahninfrastruktur
- Eisenbahn-Netzzugangsverordnung (NZV)

SR 742.122, Beschluss vom 25. November 1998; Art. 9a, 9b, 9c und 97 EBG
- Verordnung über die Trassenvergabestelle (TVSV)

SR 742.123, Beschluss vom 13. Mai 2020; Art. 9f, 9o und 9v EBG
- Verordnung über das Personal der Schweizerischen Trassenvergabestelle (PVO-TVS)

SR 742.101.21, Beschluss vom 13. November 2020; Art. 9i und 9m EBG
- Verordnung über die sicherheitsrelevanten Tätigkeiten im Eisenbahnbereich (STEBV)

SR 742.141.2, Beschluss vom 4. November 2009; Art. 16, 17, 80, 85, 86a und 97 EBG
- Verordnung über die Sicherheitsuntersuchung von Zwischenfällen im Verkehrswesen (VSZV)

SR 742.161, Beschluss vom 17. Dezember 2014; Art. 15a–15c und 95 EBG et al
ersetzt Unfalluntersuchungsverordnung (VVU)